# Le Bloc

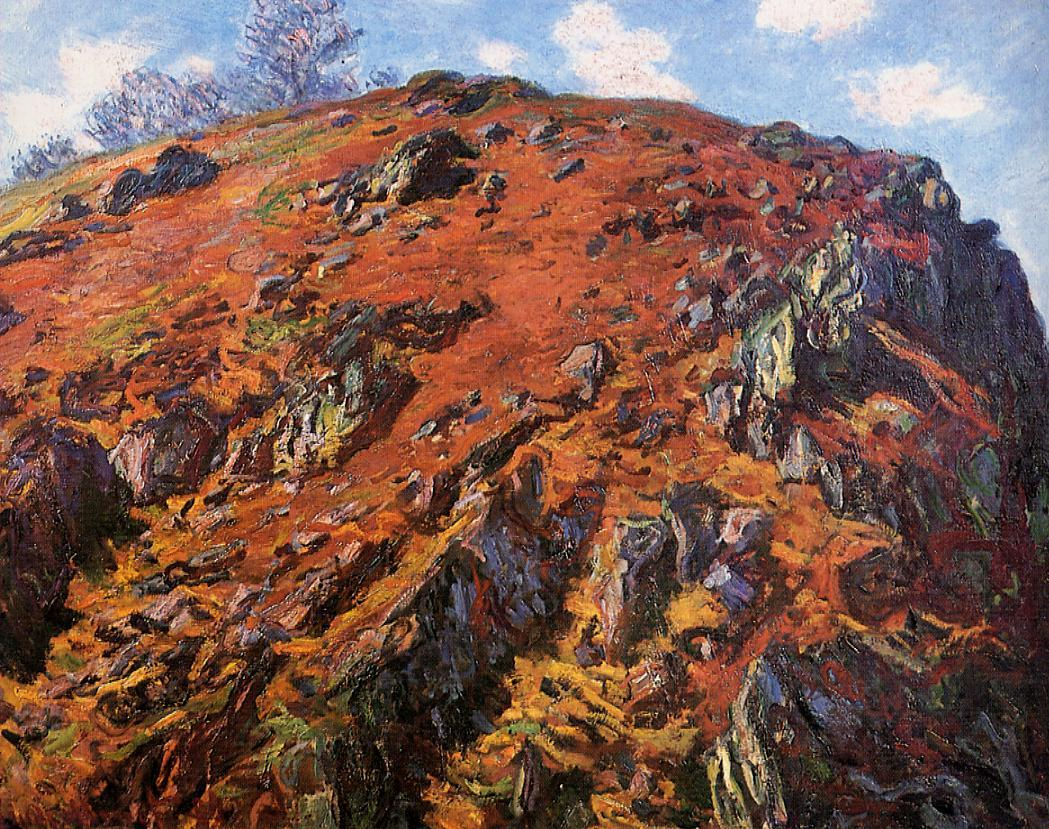
Le Bloc
Claude Monet, 1889
73 × 82 cm
Öl auf Leinwand
Royal Collection

Le Bloc ist ein Landschaftsgemälde des französischen Malers Claude Monet. Das in Öl auf Leinwand gemalte Bild hat die Abmessungen 73 × 82 cm und zeigt die felsige Kuppe eines Hügels am Nordrand des Zentralmassivs. Es ist Teil einer Serie von 23 Bildern, die Monet im Frühjahr 1889 im Tal des Flusses Creuse und der Umgebung malte. Das Gemälde gehört zur britischen Royal Collection.

## Bildbeschreibung
Das Gemälde Le Bloc (deutsch: Der Block) zeigt in Nahsicht die Kuppe eines felsigen Hügels. Die Felsformation nimmt nahezu das gesamte Gemälde ein. Am oberen Bildrand ist ein schmaler Streifen des hellblauen Himmels mit ein paar weißen Wolken zu sehen. In der linken oberen Bildecke ragt hinter dem Felsen das Geäst einer Baumkrone in den Himmel. Die Äste sind mit grau-blauen Pinselstrichen ausgeführt und hierin mit Weiß und Rosa ein paar Farbakzente gesetzt. Anders als der Bildtitel vermuten lässt, ist der Fels kein monolithischer Block. Zu erkennen sind kleine Gesteinsabhänge, Furchen oder Geröll. Nicht immer ist hierbei klar, ob es sich um die Oberfläche von Gestein handelt, oder ob teilweise eine moosartige Vegetation dargestellt ist. Die schroffe Oberfläche hat Monet mit virtuosen Pinselstrichen in variantenreicher Farbgebung skizziert. Die Palette reicht hierbei von Schwarz, Weiß und Grau über Rosa-, Violett- und Rottöne bis hin zu ockerfarbenen, gelben und grünen Partien. Insgesamt ist der obere Teil des Hügels eher flacher, während er am rechten Rand steil abfällt. 
In der Literatur finden sich neben dem Titel Le Bloc weitere Bezeichnungen für das Gemälde. So notierte Monets Biograf Gustave Geffroy neben Le Bloc. Paysage de la Creuse (Der Block. Landschaft an der Creuse) auch den Titel  Étude de Rochers (Creuse) (Studie von Felsen (Creuse)). In der englischsprachigen Literatur gibt es entsprechend Study of rocks, Creuse (Studie von Felsen, Creuse) oder aber vereinfacht The Rock (Der Felsen). Für den in den französischen oder englischen Titelvarianten verwandten Begriff der Studie gibt es verschiedene Erklärungen. Der Ausschnittcharakter des Bildes war auch innerhalb von Monets bisherigem Werk ungewöhnlich. Nicht eine Landschaftskomposition mit dem Tal der Creuse und den Berghängen an beiden Seiten des Flusses – wie sie Monet in anderen Bildern vor Ort als Motiv wählte –, sondern die in Nahsicht gemalte Struktur der Oberfläche einer Bergkuppe ist das Bildthema. Die in vielen Teilen des Bildes gewählte Malweise mit groben Pinselstrichen wirkt hierbei wie eine Vorwegnahme des Expressionismus. Sowohl das Ausschnitthafte wie auch die Malweise mussten auf Monets Zeitgenossen wie eine vorbereitende Skizze wirken.

## Zur Entstehung des Gemäldes
In den Landschaftsgemälden von Claude Monet tauchen Felsmotive vor allem in den 1880er Jahren vermehrt auf. So malte er 1882 in Pourville-sur-Mer und 1883 Étretat Bilder mit der felsigen Steilküste der Normandie. 1884 entstanden an der französischen Mittelmeerküste Landschaftsbilder, in denen wiederholt Gebirge Teil der Kompositionen sind. 1886 hielt sich Monet an der bretonischen Küste auf und malte Landschaftsbilder mit Motiven der Felsformationen der Belle-Île. Bei dieser Gelegenheit lernte er den Kunstkritiker Gustave Geffroy kennen, mit dem er sich anfreundete und der einer seiner späteren Biografen werden sollte. Drei Jahre später, im Februar 1889, reisten beide zusammen nach Fresslines am Nordrand des Zentralmassivs, um den dort lebenden Dichter Maurice Rollinat zu besuchen. Monet und Geffroy blieben eine Woche und erkundeten die Umgebung von Fresslines, wo sich der Zusammenfluss der Petite Creuse und der Creuse befindet. Monet begeisterte sich für die beeindruckende Landschaft mit ihren Schluchten und schroffen Felsformationen. Nach einem kurzen Aufenthalt in seinem Haus in Giverny kehrte er, ausgestattet mit seinen Malutensilien, nach Fresslines zurück. Er mietete sich im Gasthof der Madame Barronet ein und blieb die nächsten drei Monate im Ort. In Briefen an seine Geliebte Alice Hoschedé, die daheim in Giverny die Kinder betreute, schrieb er, wie sehr ihn das Wetter beim Malen beeinträchtigte, da es zum einen sehr kalt war und sich wolkiger Himmel mit Sonnenschein in rascher Folge abwechselten. Die sich ständig verändernden Lichtverhältnisse waren nicht der einzige unberechenbare Faktor. Monet berichtete zudem von einem stark fallendem Pegel der Creuse, sodass braune Felsen und Teile des Flussbetts sichtbar wurden, wo sich zuvor Wassermassen durch das Tal bewegten. Die von der Natur im steten Wandel veränderten Motive regten Monet zu einer Reihe von insgesamt 23 Gemälden an, in denen er das Tal der Creuse abbildete. Das Gemälde Le Bloc entstand, als die Temperaturen bereits etwas wärmer waren und Monet in der Lage war, mit seiner Staffelei auf einen der umliegenden Berge zu steigen. Bereits im Juni 1889 stellte der Kunsthändler Georges Petit 14 Bilder Monets mit Motiven der Creuse in seiner Galerie in Paris aus.

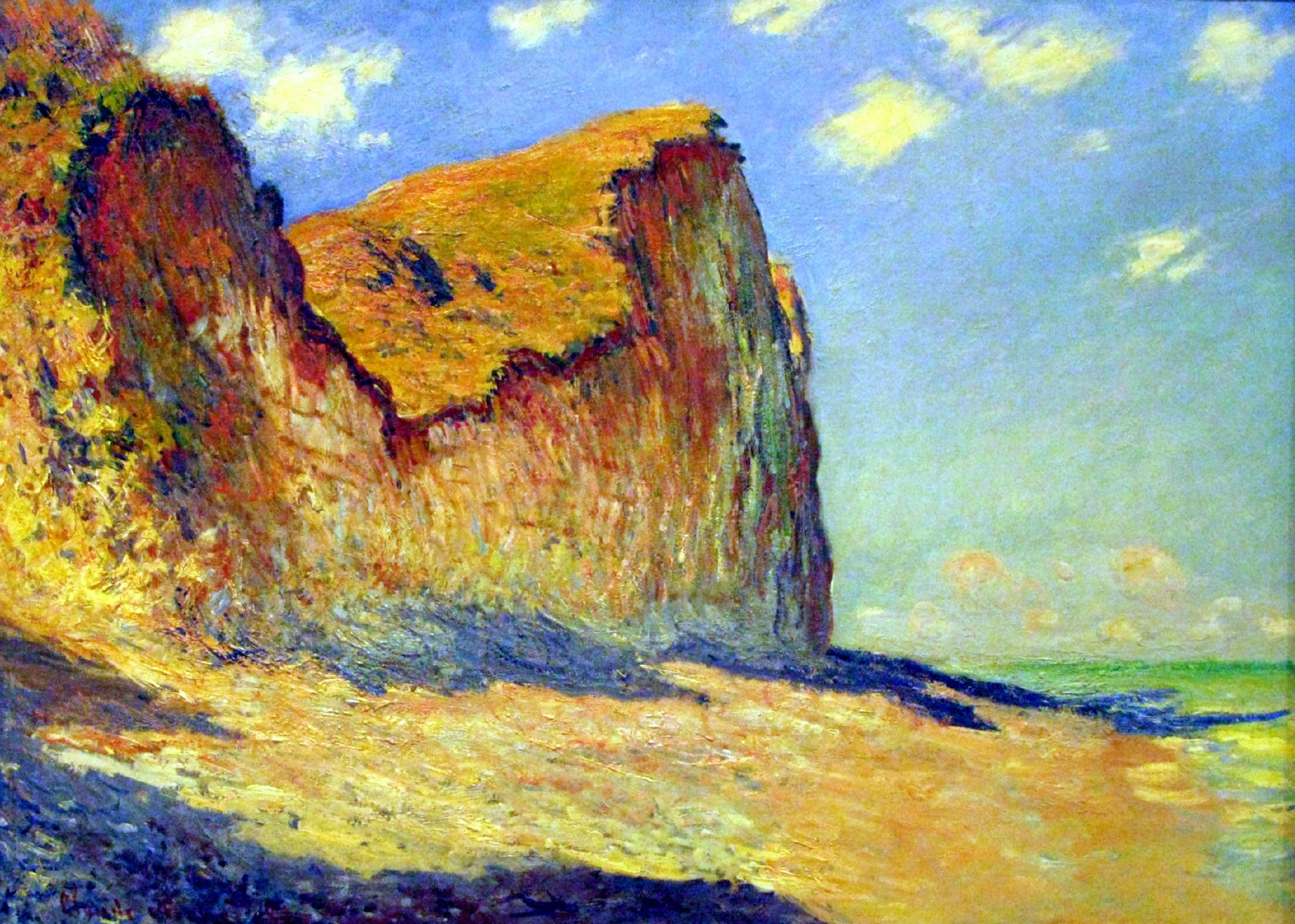
Felsen in der Normandie: Steilküste bei Pourville, 1882
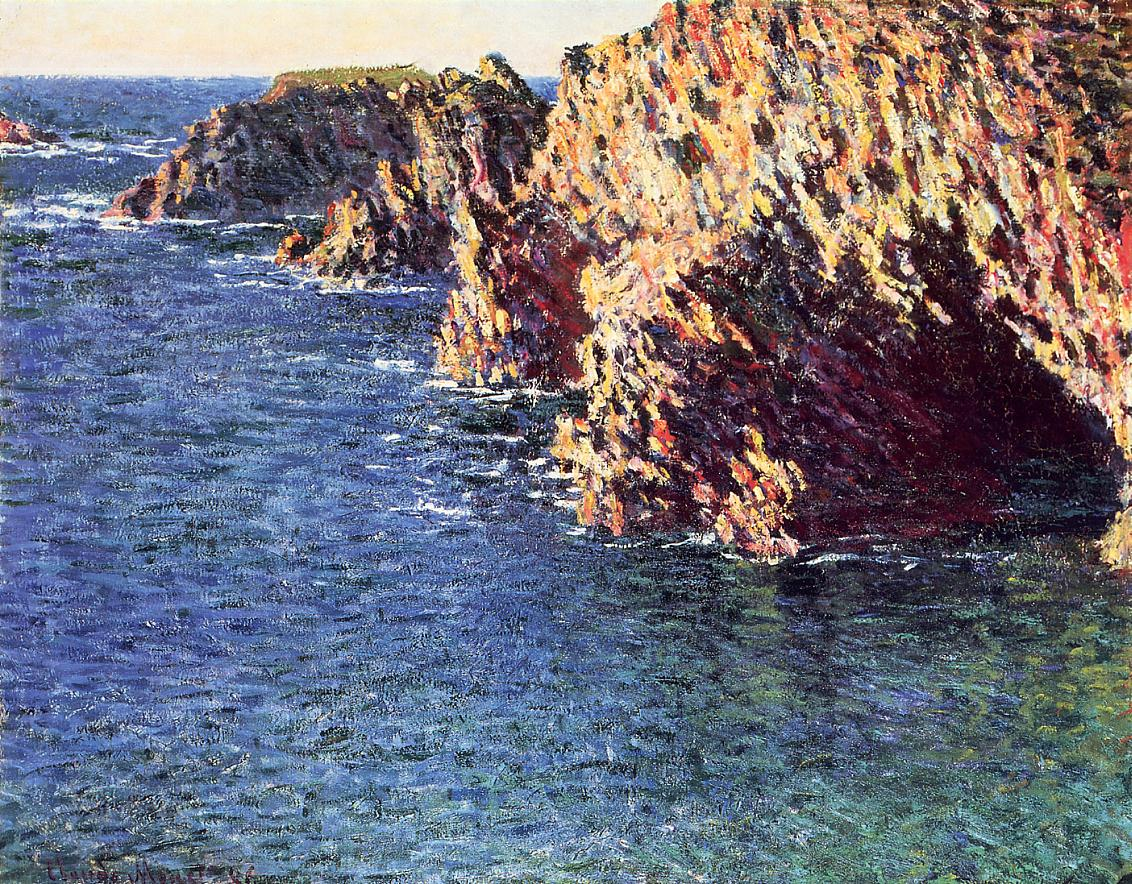
Felsen in der Bretagne Grotte de Port-Domois, 1886
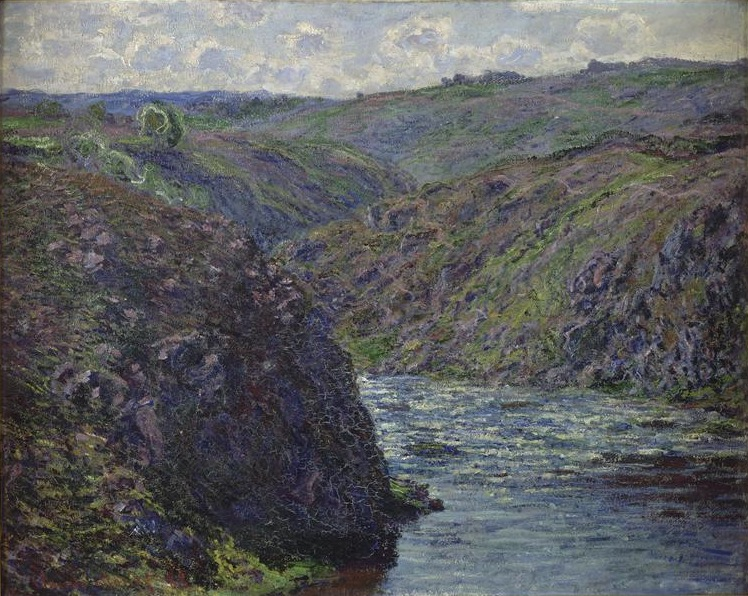
Schlucht der Creuse, 1889
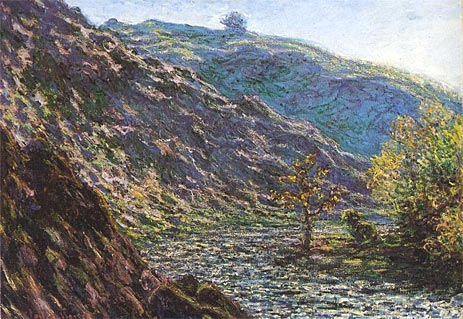
Petit Creuse, 1889
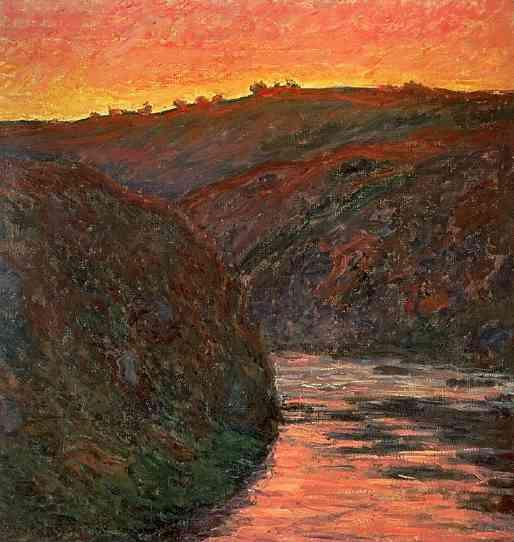
Creuse, Sonnenuntergang, 1889

## Provenienz
Monet schenkte das Gemälde Le Bloc 1899 seinem Freund, dem Politiker Georges Clemenceau. Nach seinem Tod verkauften es seine Erben um 1931 an die Pariser Kunsthandlung Wildenstein. 1945 erwarb Königin Elisabeth, die Mutter der späteren Königin Elisabeth II., Monets Gemälde für ihre Privatsammlung. Die genauen Umstände des Erwerbs sind nicht bekannt. Möglicherweise wurde die Königin von dem Kunsthistoriker Kenneth Clark beraten, der sowohl die Londoner National Gallery leitete, als auch die Royal Collection betreute. Nach dem Tod der Königin 2002 ging das Monetgemälde in den Bestand der Royal Collection über.